# رونالدو آيروستا
رونالدو آيروستا (بالإسبانية: Roland Irusta)‏ مواليد 27 مارس 1938 في الأرجنتين، هو لاعب كرة قدم أرجنتيني. يلعب كحارس مرمى. سبق له أن لعب في كأس العالم لكرة القدم مع منتخب بلاده.

## المسيرة الاحترافية

### أندية لعب لها
- نادي لانوس

## روابط خارجية
- رونالدو آيروستا على موقع الاتحاد الدولي (مؤرشف)  (الإنجليزية)
- رونالدو آيروستا على موقع قاعدة بيانات كرة القدم.إي يو (الإنجليزية)
- رونالدو آيروستا على موقع ناشيونال فوتبول تيمز (الإنجليزية)
- رونالدو آيروستا على موقع Soccerway.com (الإنجليزية)